# Садлинки (гмина)
Садлинки (пол. Sadlinki) — сельская гмина (волость) в Польше, входит как административная единица в Квидзынский повет, Поморское воеводство. Население — 5491 человек (на 2004 год).

## Демография
| Перепись                       | Всего   | Всего | Женщины | Женщины | Мужчины | Мужчины |
| ------------------------------ | ------- | ----- | ------- | ------- | ------- | ------- |
| Единицы                        | человек | %     | человек | %       | человек | %       |
| Население                      | 5491    | 100   | 2788    | 50,8    | 2703    | 49,2    |
| Плотность населения (чел./км²) | 48,9    | 48,9  | 24,9    | 24,9    | 24,1    | 24,1    |

## Соседние гмины
1. Гмина Гардея
2. Гмина Гнев
3. Гмина Квидзын
4. Квидзын
5. Гмина Нове
6. Гмина Рогузьно